# 绍斯盖特站 (伦敦)
南門站（英語：Southgate tube station）是倫敦地鐵皮卡迪利線的一個車站，開通於1933年3月13日。本站屬於倫敦軌道運輸第4收費區。

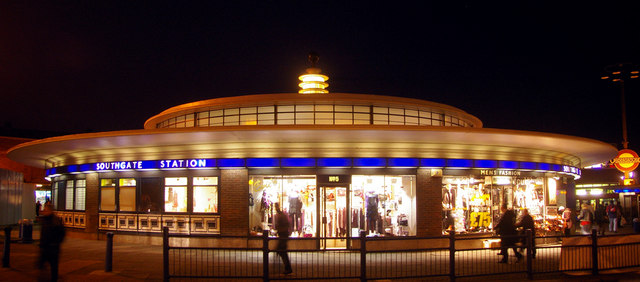
南門站晚照

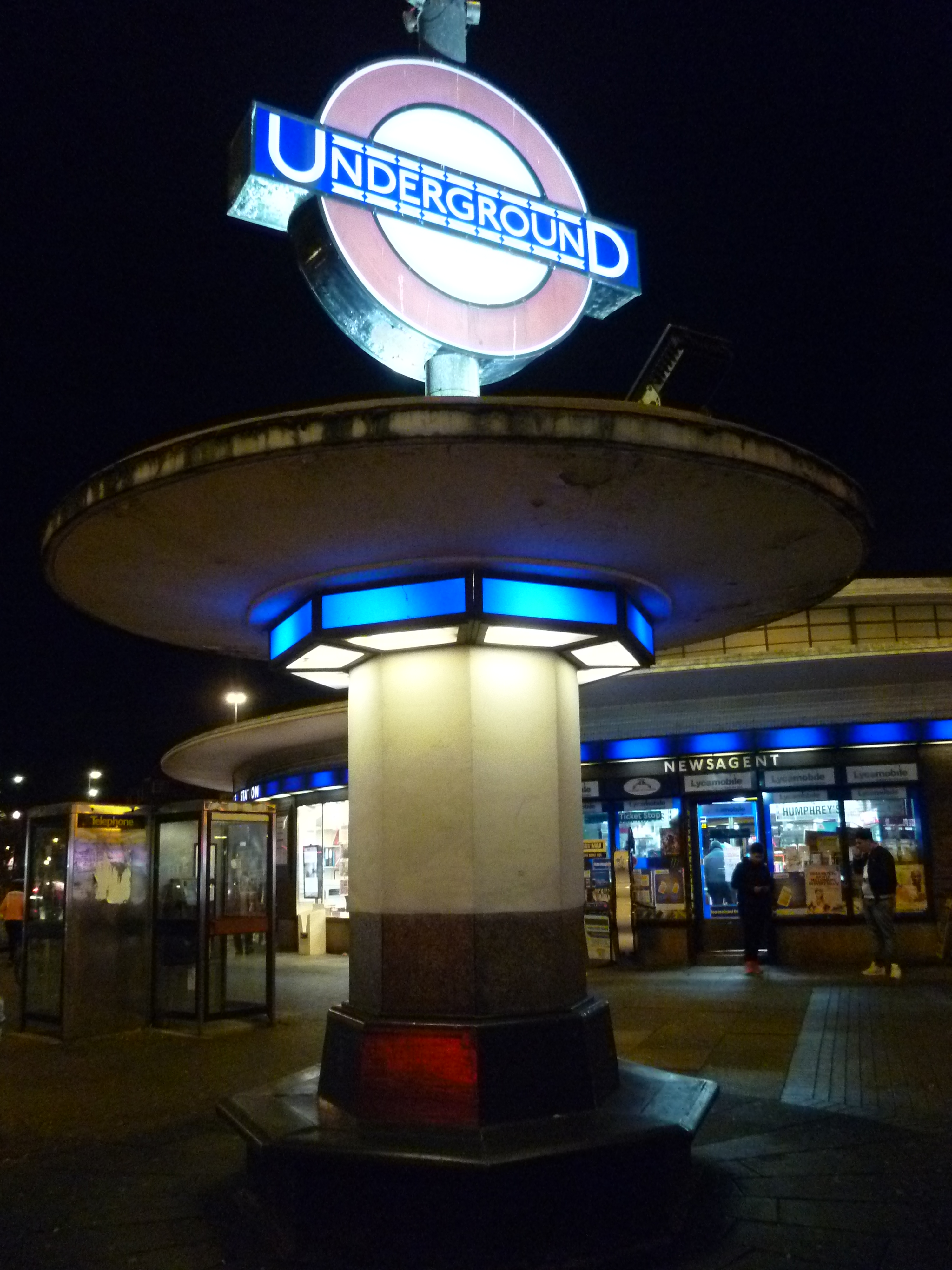
車站標誌和座位

本站是倫敦地鐵網絡中最北的地下車站。

## 歷史

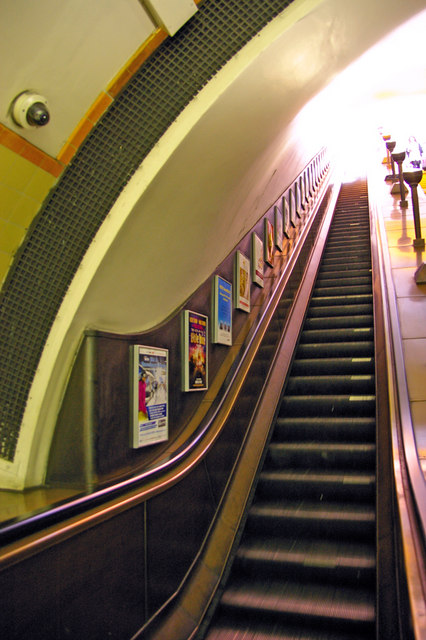
南門站青銅製扶手梯、歷史燈柱

本站於1933年3月13日，隨著皮卡迪利線芬斯伯里公園至卡克福斯特斯延伸段第二階段通車與橡木林站一同啟用。啟用當日，當地居民曾被免費贈予一張至皮卡迪利圓環站的來回車票。
2018年6月19日傍晚7點，本站入口發生爆炸，導致5人受傷。
為了纪念主教練帶領英格兰在2018世界杯中打入四强，本站在2018年7月16日及17日两天中更名为“蓋瑞斯·索斯蓋特站”（Gareth Southgate Station)（因其姓氏与该站拼写相同）。

## 車站建築
本站建築帶有裝飾風藝術/摩登流線型建築風格，站房由磚、鋼筋混凝土和玻璃建成。車站站房為扁身圓柱體，有一個突出的圓柱體混凝土屋頂。該屋頂側面設有一排玻璃窗，讓日光照射到票務大堂。屋頂由票務大堂中央的一條柱所支撐。屋頂的發光裝置象徵從科學怪人實驗室得到的特斯拉線圈。
現今橡木林、亞諾斯高夫、卡克福斯特斯與本站均已列為2*級登錄建築。本站亦大致保留了落成時的內部裝修，包括扶手電梯間的燈柱和站內隨處可見的青銅鑲板。然而，本站並非由落成至今仍保留原有設計。於1990年代後期，本站的一個出入口被封閉以用作新的票務處，另一個出入口則因為驗票閘門的設計所限，改為只用作出口。因此現時只剩一個出入口保留原有用途。
2008年，本站被大規模翻新。翻新工程包括更換月台層的瓷磚、翻新主票務大堂的地板和改善站內標示。同年，本站因為其現代化工程在2008年國家鐵路遺產獎項中的倫敦區域組別獲獎。
本站原有的扶手電梯於1980年代被更換，以換成倫敦區域運輸局的標準設計。不過，扶手電梯的護壁板為青銅製，而非鋁製，以維持1930年代的站房樣貌及符合英格蘭遺產委員會的規定。

## 車站位置
本站被設計為地鐵/巴士轉乘站，站房位於車站大道和南門圓環之間，車站大道上有一系列巴士站。

## 接駁交通
倫敦巴士路線 121、125、298、299、382、W6、W9號, 學校巴士路線616、628、688、699號及通宵路線 N91 號均途經本站。

## 外部連結
- . London Transport Museum.   [2016-03-01]. （原始内容存档于2008-03-18）.
  - Site for Southgate station, 1930
  - Cutting and tunnel portals under construction, 1932
  - Station under construction, March 1933
  - Station open, November 1933
  - view of the escalators and original 1930s lighting
- . CharlesHolden.com. 1933  [2016-03-01]. （原始内容存档于2003-11-19）.
  - . CharlesHolden.com. 1933  [2016-03-01]. （原始内容存档于2003-12-11）.
  - . CharlesHolden.com. 1933  [2016-03-01]. （原始内容存档于2004-07-04）.
  - . CharlesHolden.com. 1933  [2016-03-01]. （原始内容存档于2004-07-03）.